# أليسون ماكليود
أليسون ماكليود (بالإنجليزية: Alison MacLeod)‏ هي كاتِبة كندية وبريطانية، ولدت في 1964 في Montréal, Yonne ‏ في فرنسا.

## وصلات خارجية
- الموقع الرسمي